# Xenorhina minima
Xenorhina minima är en groddjursart som först beskrevs av Parker 1934.  Xenorhina minima ingår i släktet Xenorhina och familjen Microhylidae. IUCN kategoriserar arten globalt som otillräckligt studerad. Inga underarter finns listade i Catalogue of Life.